# Antiche unità di misura del circondario di Pisa
Sono qui riportate le conversioni tra le antiche unità di misura in uso nel circondario di Pisa e il sistema metrico decimale, così come stabilite ufficialmente nel 1877.
Nonostante l'apparente precisione nelle tavole, in molti casi è necessario considerare che i campioni utilizzati (anche per le tavole di epoca napoleonica) erano di fattura approssimativa o discordanti tra loro.
A causa del metodo inappropriato utilizzato nelle province toscane nel 1808 e a causa dell'impossibilità di reperire tutti i campioni originali, nel 1877 venne stabilito di utilizzare per le unità toscane i valori del 1808 però in forma approssimata.

## Misure di lunghezza
| Comuni         | Denominazione      | Valore | Unità |
| -------------- | ------------------ | ------ | ----- |
| Tutti i comuni | Braccio fiorentino | 0,5836 | m     |
| Tutti i comuni | Passetto           | 1,1673 | m     |
| Tutti i comuni | Canna agrimensoria | 2,9181 | m     |
| Vico Pisano    | Pezzo              | 4,6690 | m     |

Il braccio fiorentino si divide in 20 soldi, il soldo in 12 denari, il denaro in 12 punti.
Il passetto, misura da stoffe, è eguale a 2 braccia.
La canna agrimensoria, base della misura dei terreni, è eguale a 5 braccia.
Una misura di 4 braccia dicesi canna mercantile.
Il pezzo di Vico Pisano, misura da tela, corrisponde a due canne mercantili, ossia otto braccia legali.
Nel comune di Pontedera per la compra dei marmi si usava il palmo di soldi 8 e denari 4, equivalente a metri 0,2432.

## Misure di superficie
| Comuni                                                                | Denominazione    | Valore  | Unità |
| --------------------------------------------------------------------- | ---------------- | ------- | ----- |
| Tutti i comuni                                                        | Braccio quadrato | 0,3406  | m²    |
| Tutti i comuni                                                        | Quadrato         | 3406,19 | m²    |
| Pisa, Cascina, Ponsacco, Pontedera, Laiatico, Peccioli, Collesalvetti | Stioro           | 562,02  | m²    |

Il quadrato, misura agraria, si divide in 10 tavole, la tavola in 10 pertiche, la pertica in 10 deche, la deca in 10 braccia quadrate.
Lo stioro pisano, usato in pressoché tutti i comuni del circondario, è di 66 pertiche, la pertica di 25 braccioli o braccia quadrate.
Tre stiora fanno una staiata, 3 staiate una saccata.
24 stiora fanno un moggiolo.
Nel comune di Collesalvetti si usava anche una saccata di poggio, cioè per i terreni posti in collina, uguale a 10 stiora, e la staiata di poggio che ne era la terza parte.
Nel comune di Fauglia la saccata equivaleva a stiora pisane 9 in piano, e 10 in poggio, come per Collesalvetti.
Lo stesso per il Comune di Riparbella.

## Misure di volume
| Comuni                                  | Denominazione | Valore | Unità |
| --------------------------------------- | ------------- | ------ | ----- |
| Tutti i comuni                          | Traino        | 397,6  | L     |
| Tutti i comuni                          | Braccio cubo  | 198,8  | L     |
| Tutti i comuni                          | Catasta       | 4771,1 | L     |
| Pisa, Collesalvetti, Peccioli, Ponsacco | Scandiglio    | 3180,7 | L     |

Il traino, misura del legname da costruzione, è di 2 braccia cube.
Il braccio cubo si divide in 6 braccioli o braccia di traino, il bracciolo in 12 once di traino, l'oncia di traino in soldi cubi 111 1/9, il soldo cubo in 27 quattrini cubi, il quattrino cubo in 16 denari cubi.
La catasta, misura per la legna da fuoco, è di 24 braccia cube e si divide in metà, terzi, quarti.
La catasta è rappresentata da un parallelepipedo rettangolo avente 6 braccia di lunghezza, 1 1/2 di larghezza, 2 di altezza.
Lo scandiglio di Pisa, che si usa per il materiale e per la legna da fuoco, corrisponde a 16 braccia cube.
Nel comune di Vico Pisano si usava un fascio per la legna da ardere considerato all'ingrosso di 150 libbre toscane.

## Misure di capacità per gli aridi
| Comuni         | Denominazione | Valore  | Unità |
| -------------- | ------------- | ------- | ----- |
| Tutti i comuni | Sacco         | 73,0886 | L     |
| Tutti i comuni | Staio         | 24,3629 | L     |
| Tutti i comuni | Quartuccio    | 0,3807  | L     |
| Pontedera      | Bussolo       | 0,2030  | L     |
| Vico Pisano    | Pilata        | 243,63  | L     |

Il sacco si divide in 3 staia, lo staio in 2 mine, la mina in 2 quarti, il quarto in 8 mezzette, la mezzetta in 2 quartucci.
Otto sacchi fanno il moggio.
Il bussolo di Pontedera è la trentesima parte del quarto legale, e si usa per la vendita del panico, dei fagioli ed altri generi simili.
La pilata di Vico Pisano è misura da olive e corrisponde a 10 staia del sacco toscano.
Nel comune di Collesalvetti si usava un moggio da calcina calcolato del peso di 1200 libbre e si misurava a 16 corbellini.

## Misure di capacità per i liquidi
| Comuni         | Denominazione      | Valore  | Unità |
| -------------- | ------------------ | ------- | ----- |
| Tutti i comuni | Barile da vino     | 45,5840 | L     |
| Tutti i comuni | Fiasco da vino     | 2,2792  | L     |
| Tutti i comuni | Quartuccio da vino | 0,2849  | L     |
| Tutti i comuni | Barile da olio     | 33,4289 | L     |
| Tutti i comuni | Fiasco da olio     | 2,0893  | L     |
| Tutti i comuni | Quartuccio da olio | 0,2612  | L     |
| Pisa           | Barile da olio     | 32,6860 | L     |

Il barile da vino si divide in 20 fiaschi, il fiasco in 4 mezzette, la mezzetta in 2 quartucci.
Due barili fanno una soma.
Due mezzette fanno un boccale.
Il barile da olio si divide in 16 fiaschi, il fiasco in 4 mezzette, la mezzetta in 2 quartucci.
Due barili fanno una soma.
Il barile da olio di Pisa si ragguaglia in peso ad 88 libbre a si divide in 16 fiaschi, il fiasco in 2 boccali, il boccale in 2 mezzette, la mezzetta in 2 quartucci.

## Pesi
| Comuni         | Denominazione | Valore | Unità |
| -------------- | ------------- | ------ | ----- |
| Tutti i comuni | Libbra        | 339,5  | g     |

La libbra si divide in 12 once, l'oncia in 8 dramme, la dramma in 3 denari, il denaro in 24 grani, il grano in 48 quarantottesimi.
100 libbre fanno un quintale.
150 libbre fanno un cantaro comune.
160 libbre fanno un cantaro per le lane ed i salumi.
1000 libbre la tonnellata.
La libbra mercantile serve per gli usi farmaceutici.
Il grano della libbra serve pure per gli orefici.
Quattro grani fanno un carato, peso speciale pei gioiellieri.
Noi comune di Vico Pisano si chiama peso da calcina una quantità corrispondente a 68 chilogrammi circa, ossia un peso di 200 libbre toscane. I contratti si facevano ordinariamente a misura, ma sempre ritenendo la base del peso suddetto.